# Agni (roman)
Agni je družbeno ljubezenski roman prevajalca in pisatelja Boruta Kraševca. Roman je izšel leta 2020, avtor pa je zanj istega leta prejel nagrado Slovenskega knjižnega sejma za najboljši prvenec ter leta 2021 nagrado kresnik za najboljši roman leta.
Dogajanje je postavljeno na slovensko podeželje. Pripoved je spletena iz treh pripovednih linij: živalske (kunka), dekliške (dekle v času spolnega zorenja) in odrasle (trije odrasli liki, ki tvorijo ljubezenski trikotnik – dekletov oče, mama in teta). Zunanji okvir daje romanu življenje kunke z imenom Agni od njenega rojstva do smrti. Če ne štejemo vodilne teme »eros – tanatos«, ki je nadčasna, je roman tukaj in zdaj najbolj aktualen zaradi živalske teme, ki pa je avtor ne obravnava trendovsko, ampak ustaljene predstave sodobnega urbanega človeka o živalih (žival = hišni ljubljenček) sooča s svetom rejnih in divjih živali, ki niso sterilizirane in izvzete iz boja za obstanek. Toda glavna kvaliteta romana ni opis živalskega sveta kot takega, ampak preplet vseh treh linij, ki odsevajo druga v drugi, se medsebojno opomenjajo ter iz nepričakovanih gledišč razkrivajo nekatere tabuirane teme (incest, kanibalizem, poligamija). Na kompozicijski ravni se avtor z izmenjavanjem pripovednih gledišč ves čas poigrava z bralskimi pričakovanji in dosega močne učinke. Druga pomembna kvaliteta romana so inovativni jezikovni (besedni, skladenjski) in pripovedno-tehnični (perspektivični) postopki.
Roman je preveden v hrvaščino, madžarščino in makedonščino. 